# Зірочник тупочашечковий
Зірочник тупочашечковий (Stellaria hebecalyx) — вид квіткових рослин родини гвоздикових (Caryophyllaceae).

## Біоморфологічна характеристика
Це багаторічна рослина 25–100 см заввишки. Чашолистки 4.5–5 мм довжиною, на жилках густо запушені.

## Поширення
Росте у пн. і пн.-сх. ч. Європи від Норвегії до Уралу,а також у Західному Сибіру.
В Україні вид росте на луках, у соснових лісах — на Поліссі, рідко (ок. с. Колесники Житомирської обл., Овруцького р-ну, ок. Києва); у Карпатах, одинично (Чернівецька обл., Путильський р-н, гора Шипіт)